# Élections parlementaires roumaines de 1919
Les élections parlementaires roumaines de 1919 ont lieu en Roumanie du 4 au 8 novembre 1919. Le Parti national roumain émerge comme le plus grand parti au Parlement, remportant 169 des 568 sièges à la Chambre des députés et 76 des 216 sièges au Sénat.

## Résultats
| Parti                                    | Voix | % | Sièges  | Sièges |
| Parti                                    | Voix | % | Chambre | Sénat  |
| ---------------------------------------- | ---- | - | ------- | ------ |
| Parti national roumain                   |      |   | 169     | 76     |
| Parti national libéral                   |      |   | 103     | 54     |
| Parti paysan bessarabien                 |      |   | 72      | 35     |
| Parti paysan                             |      |   | 61      | 28     |
| Parti nationaliste démocrate             |      |   | 27      | 9      |
| Parti démocrate de l'Union               |      |   | 20      | 7      |
| Parti progressiste conservateur          |      |   | 13      | 4      |
| Groupe des Saxons de Transylvanie        |      |   | 8       | 3      |
| Parti national démocrate hongrois-sicule |      |   | 8       | 0      |
| Parti socialiste de Roumanie             |      |   | 7       | 0      |
| Parti populaire                          |      |   | 7       | 0      |
| Groupe souabe                            |      |   | 6       | 0      |
| Tout pour le pays                        |      |   | 4       | 0      |
| Union nationale du Banat                 |      |   | 4       | 0      |
| Autres                                   |      |   | 59      | 0      |
| Blancs et nuls                           |      | – | –       | –      |
| Total                                    |      |   | 568     | 216    |
| Inscrits/participation                   |      |   | –       | –      |
| Source: Nohlen & Stöver                  |      |   |         |        |